# Замкова вулиця (Гродно)
З́амкова в́улиця (біл. Ву́ліца За́мкавая) — одна з найстаріших вулиць у центрі міста Гродна. Один із символів міста. Завдовжки близько 360 м, від площі Радянської до території Нового і Старого замків, від яких і пішла назва вулиці. Єдина вулиця в Білорусі, на якій розташовані одразу два королівські замки.

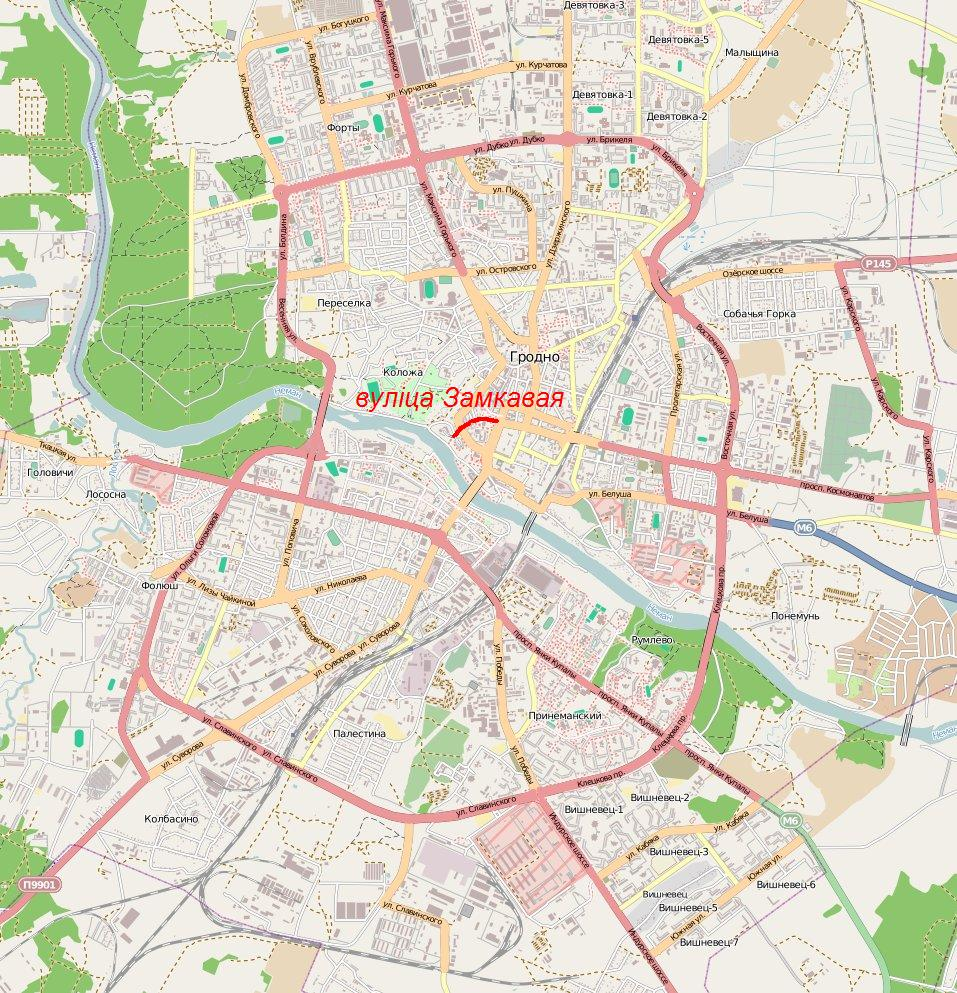
Вулиця Замкова на мапі Гродна

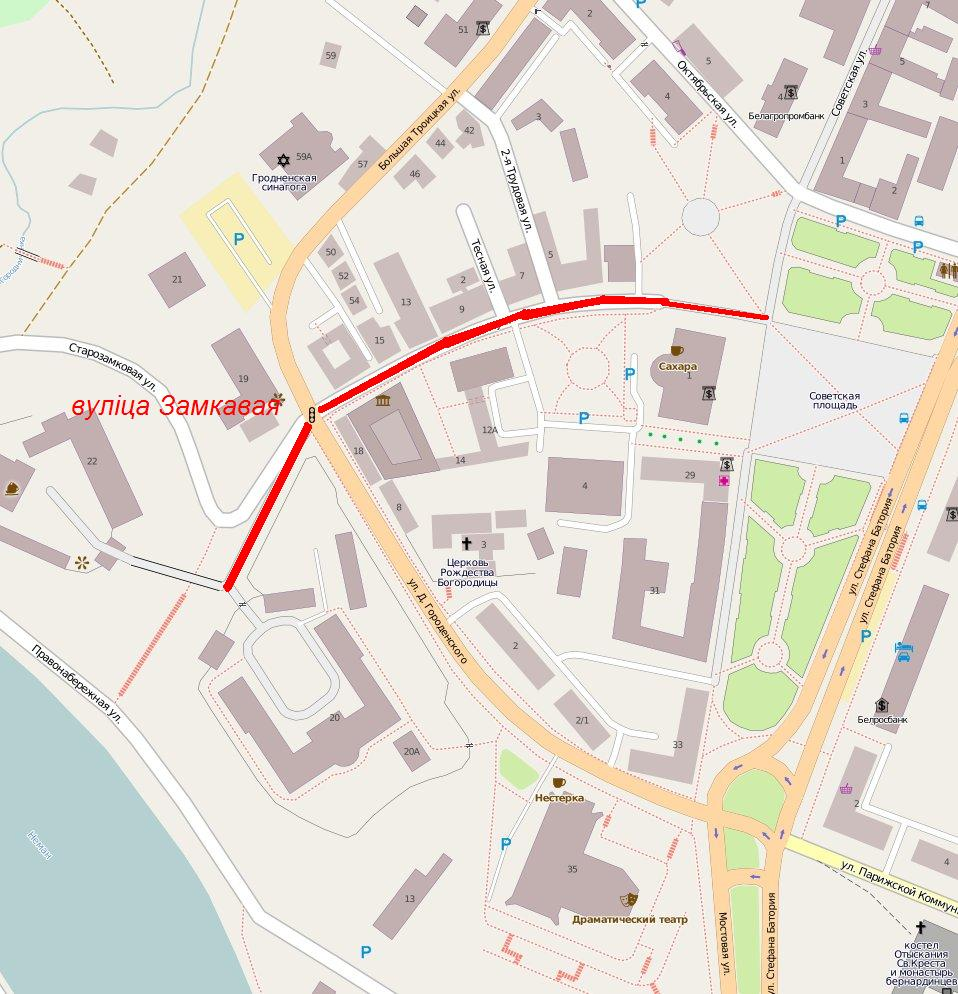
Вулиця Замкова

На вулиці розташовані архітектурні пам'ятки різних епох: починаючи від давньоруського періоду і закінчуючи початком XX століття. Вулиця зазнала на собі всіх випробувань і лихоліть, що випали на долю міста, її забудову багато разів руйнували і відновлювали. У XVII столітті відбувся розквіт вулиці, на ній було не менш як 7 палаців магнатів тодішньої Речі Посполитої. Вулиця успішно перенесла дві світові війни, однак найбільших втрат зазнала в мирний час, коли радянська влада знесла найстарішу і найціннішу забудову парного боку вулиці, а також підірвала найбільш висотну на той час будівлю в місті — Фару Вітовта.
Вулиця починається від Радянської площі, по обидва боки розташовані сквери. Далі до перехрестя з вулицею Д. Гродненського з обох боків йде щільна дво- і триповерхова забудова XIX століття, більшість будинків мають в'їзні арки. Між будинками № 5 і 7 проходить провулок, який раніше мав назву «Тісний», а тепер безіменний. Перетин з вулицею Д. Гродненського регульований світлофором, на перехресті стоїть будівля пожежного депо. Далі шлях до Нового і Старого Замків лише піший, дозволений рух особистого транспорту на з'їзді до Німану. Вулиця закінчується високим яром над Німаном, Старий замок сполучений з вулицею арочним мостом.

## Історія
З XII століття від дитинця до торгово-ремісничого посаду вела дорога, у XIV—XV століттях вона мостом пов'язувала Верхній і Нижній замки з ринком (нині Радянська площа) і Смоленським трактом. Замкова вулиця згадується в грамоті Вітовта гродненським євреям 1389 року. Хоча документ визнаний фальсифікатом, але за даними волочної поміри 1560 року євреї дійсно жили на початковому відрізку вулиці. У «Волочній помірі Гродна» ця вулиця має основну назву «вулиця Єврейська від ринку до замку», і додаткову — «Велика Замкова». Остання назва збереглася за вулицею і відтоді назва практично не змінювалася.
На думку дослідника Ю. Кішика вулиця Замкова у XII—XV століттях починалася від замку і прямувала в бік Ринку, проте не доходила до нього, а закінчувалася біля траси другої лінії оборонних укріплень. Після перепланування міста, яке провела велика княгиня Великого Князівства Литовського Бона Сфорца між 1533 і 1541 роками, вулиця була розширена, продовжена і плавною дугою виведена на ринок якраз посередині його західного боку, ніби вздовж осі вулиці Озерської.
У XIV столітті князь Вітовт на початку вулиці заснував дерев'яний костел, який за правління короля Стефана Баторія перебудували в кам'яний.

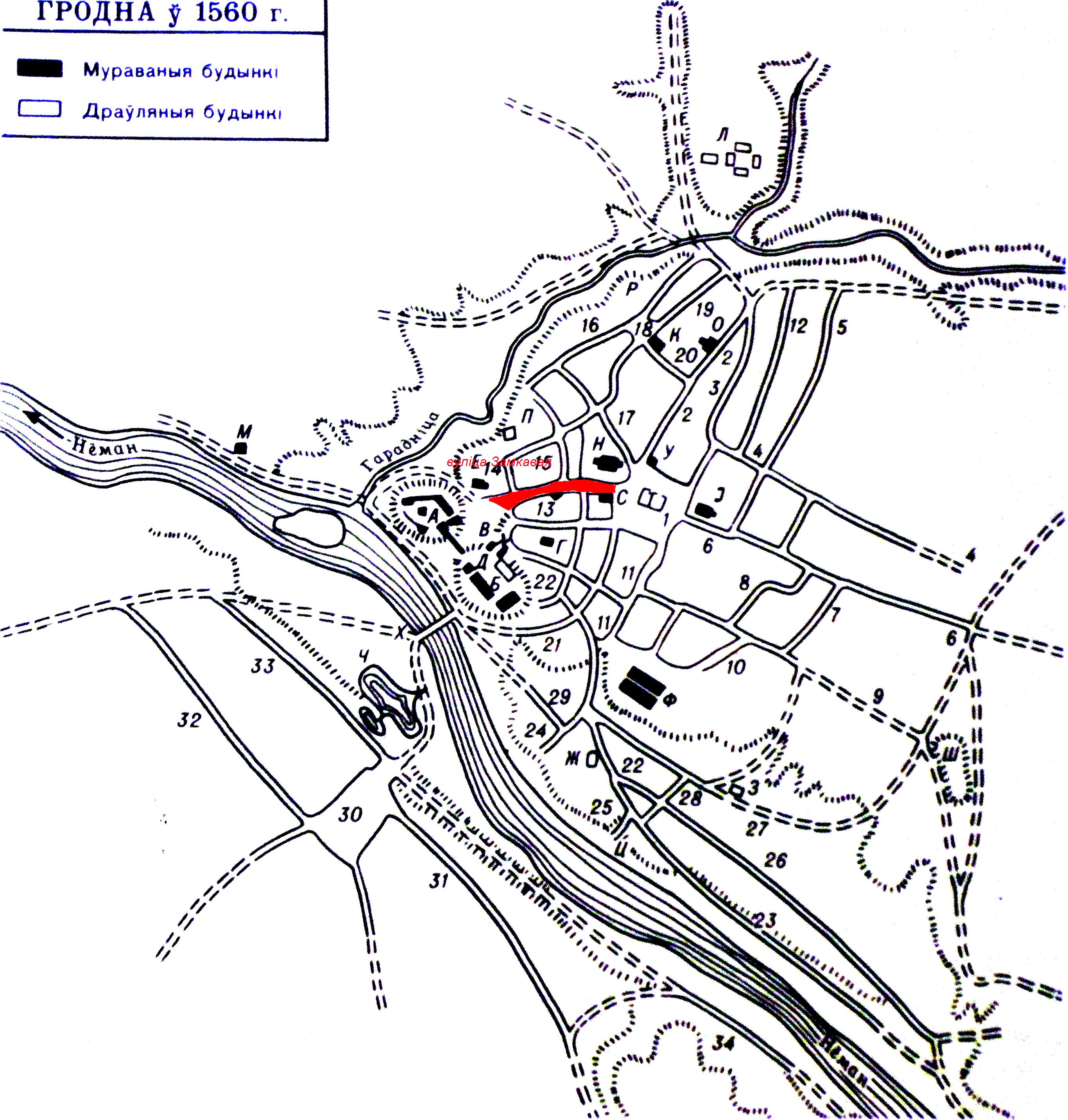
Вулиця Замкова на мапі Гродна 1560. Реконструкція А. Квітницької

У XVI століття оборонне значення старих укріплень зменшилось і до вулиці поступово перейшла функція комунікаційної артерії, що пов'язувала замок з головним ринком міста. Станом на 1560 рік тодішня «Велика Єврейська» разом з сусідніми вулицями «Єврейською Тісною» і «Єврейська Шкільна» була забудована невеликими дерев'яними і фахверковими будинками, що населяли переважно євреї. По лівій стороні вулиці, рухаючись від ринку, в середині XVI століття площами володіли: королівський намісник Лев Михайлович, Адам Мишкович, Мошка і Мардухай Дактаровичі, Ахрон, Абрам і Пешах Схудзичі, Ждрах і Абрам Хадасковичі. Причому «волочна поміра» окремо відзначає дві будівлі: «двір Замковий» і «будинок порожній Адама Мишковича». Правий бік вулиці займали шість єврейських і одна плебанська площі, де стояв закладений Вітовтом дерев'яний фарний костел. Загалом на вулиці було 17 забудованих ділянок.

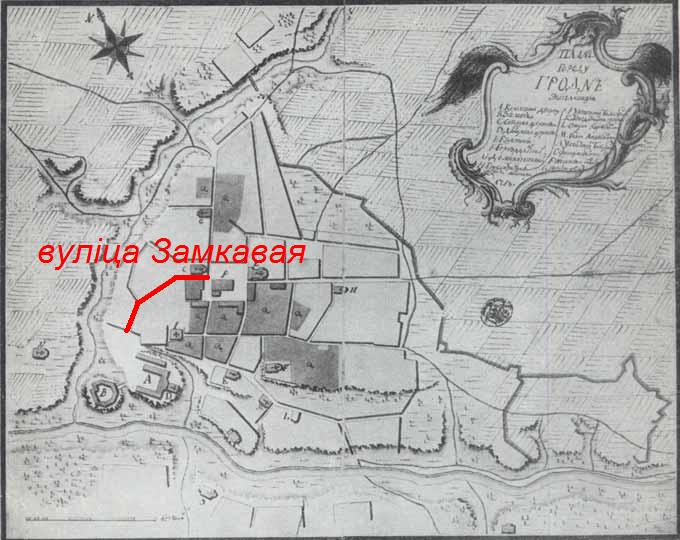
Вулиця Замкова на мапі Гродна 1759 року.

В 1580-х роках Старий замок докорінно перебудували в стилі Відродження для короля Стефана Баторія.
В XV—XVI століттях у кінці вулиці біля сучасних будинків № 17, 19 існувала Мала Церква і монастир. Вони були розграбовані московськими військами в 1665 році і останній раз згадуються в 1679 році. 1643 року вже стояв палац і кам'яниця князя М. Масальського (сучасний будинок № 5). 1680 року тут стояли п'ятнадцять єврейських кам'яниць, садиба гродненського війта Стефана Євстафія Александровича, двір Полубінських і площа  віленського єпископа. За Сигізмунда III Вази «двір Замковий» перебудували на триповерховий «палац гродненського ландвойта» (можливий архітектор — Санті Гуччі). Забудова вулиці була різноманітною: будинки будували з дерева та цегли («прусський мур» або фахверк), або робили їх повністю цегляними. Дахи крили плоскою черепицею, або гонтом.
Значення Замкової вулиці значно зросло після 1673 року, коли було оголошено про намір проводити кожен третій сейм Речі Посполитої в Гродно. Магнати активно розширили палацове будівництво: до пожежі 1753 року на вулиці було не менш як 7 магнатських палаців: Мосальських, Хрептовичів, Синявських, Сосновських та ін.
Досить цікавий опис сучасниками розкоші під час сеймів Речі Посполитої:
«Сто, вісімдесят, п'ятдесят шляхтичів на чудових, багато прибраних рисаках супроводжують кожен екіпаж. Візки блищать від позолоти, всередині оббиті шовком. Король їде на розкішній шістці коней, оточений натовпом гайдуків, ловферів, карликів, негрів, піших і слуг на конях, за ними рухається близько 60 карет. Навколо шумно й тісно. У внутрішньому замковому дворі порожні карети стоять по обидва боки у великій кількості, що здається дивним у такому великому натовпі. Ті, що не помістилися на внутрішньому дворі, розмістилися на зовнішньому, де видно тисячі коней, прив'язаних до стовпів. Надвечір магнати повертаються додому, перед ними йдуть слуги, тримаючи палаючі смолоскипи, обсипаючи жаром дерев'яні стіни будинків. У місті велика кількість золота, срібні гроші зустрічаються рідко..»
1753 року в місті сталася сильна пожежа, яка значно пошкодила «елітну» вулицю. Тоді гродненський староста Антоній Тізенгаузен викупив «порожні стіни» палацу Хрептовичів для побудови палацу Ляхницьких. Оновили і палац Мосальських. Стіни будинків штукатурили, прикрашали ліпниною, додавали ажурні балкони, проїжджу частину брукували каменем. У XVII—XVIII століттях вулицю щільно забудували, вимостили каменем, тут був розташований рибальський цех.

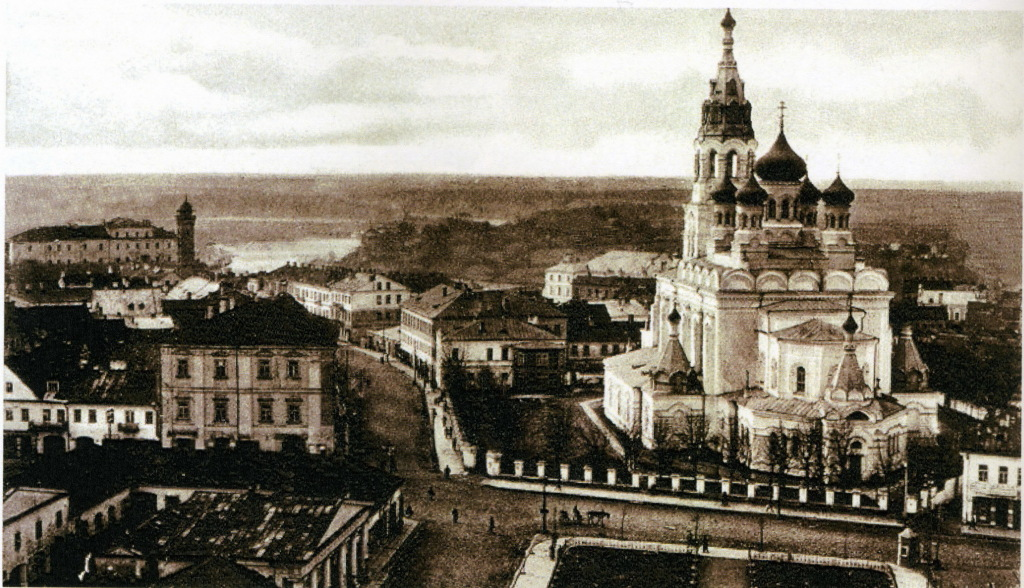
Краєвид вулиці Замкової на початку XX століття. Справа Фара Вітовта (не збереглася), далі збережена забудова, в далечині — пожежна каланча, Старий Замок. Будинки зліва не збереглися.

1742 року спеціально для засідань сейму Речі Посполитої за проектом саксонського архітектора Карла Фрідріха Пепельмана було споруджено Новий замок. У Новому замку в 1793 році пройшло історичне «німе» засідання Сейму, яке затвердило другий поділ Речі Посполитої. У листопаді 1795 року в Новому замку останній король польський і великий князь литовський Станіслав Август Понятовський поставив свій підпис під текстом зречення.
Забудова вулиці в XIX столітті була повністю кам'яною. Пожежі 1780, 1782, 1783 років не торкнулися вулиці. Починаючи з 1795 і до пожежі 1899 року забудова вулиці майже не змінилася, окрім Фари Вітовта, яку в 1809 році переробили на Софійський собор.

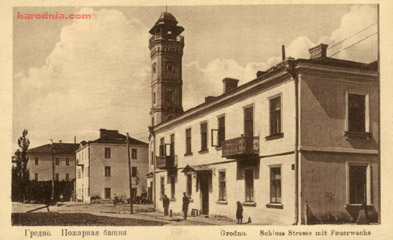
Вигляд пожежної каланчі на початку XX століття